# Jules de Seynes
Jules Seigneur Saussine de Seynes (n. 16 ianuarie 1833, Lyon – d. 18 octombrie 1912, Paris, înmormântat la Nîmes) a fost un profesor universitar la Universitatea din Paris, medic, botanist, micolog și  naturalist francez. Abrevierea numelui său în cărți științifice este De Seynes. 

## Biografie
Jules, descendent unei vechi familii nobile, a fost primul fiu al soților Jean-Philippe Werther de Seynes (1800-1865), neguțător în Lyon și Julie Benézet (1800-1872). Deja la vârsta de 21 de ani, în 1854, co-fondator al Societății Botanice din Franța, a fost ales președintele ei în 1877 și 1887. În anul 1860 de Seynes a promovat la Facultatea de  Științe (pe atunci cu materiile medicina și botanica/biologia) a Universității din Montpellier cu teza Étude sur l'absorption gastro-intestinale în medicină și apoi cu teza Essai d'une flore mycologique de la région de Montpellier et du Gard: Observations sur les Agaricinés suivies d'une énumération méthodique în științe naturale la Universitatea din Paris în 1863. În același an a fost numit asistent în cadrul Facultății de Istorie Naturală al Universității, mai târziu a devenit profesor la Facultatea de Medicină tot acolo.
Deosebit de interesant în teza de doctorat din 1863 a fost introducerea unui concept încă puțin cunoscut în micologie cu privire la influența variabilității externe sau fixitatea speciilor din fiecare zonă de vegetație. Mai departe a propus simplificarea clasificării a lui Elias Magnus Fries prin crearea unei familii de Agaricaceae pe care a numit-o Chromospores, cărei îi atribuise aceiași valoare ca celei de Leucospores (cu spori albi) la acest autor, incluzând nu numai Agaricaceae cu spori de nuanțe variate cum ar fi Volvariella, Hyporhodius etc. - care nu au fost clasificate de Fries în Leucospores – ci, în plus, genuri cu spori colorați, cum sunt genurile Coprinus și Cortinarius, dezmembrându-le de anteriorul gen Agaricus.

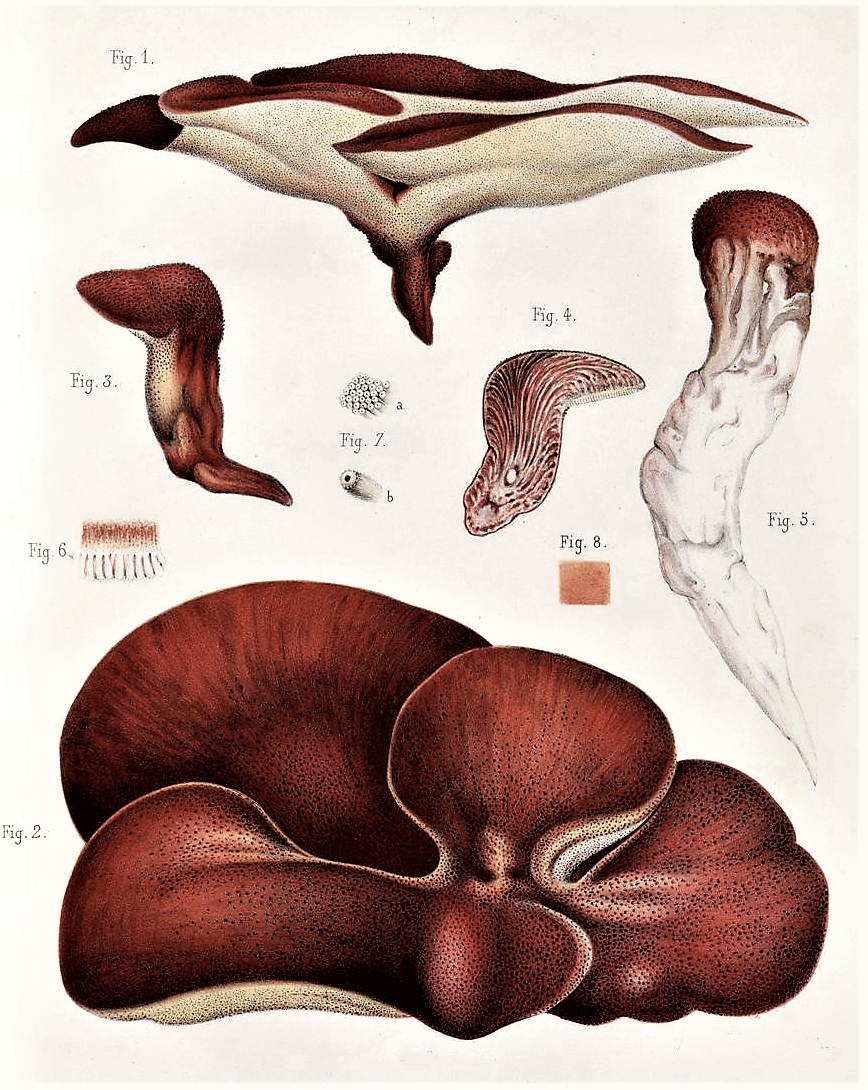
De Seynes: Fistulina hepatica

În 1900, comitetul de organizare al Congresului Internațional de Botanică, care a avut loc la Paris cu ocazia  Expoziției Universale, i-a încredințat președinția Congresului. Toți cei care au participat la acest eveniment științific s-au aminti de înalta lui imparțialitate și dignitate în dezbateri care au avut loc, mai ales în cadrul câtorva discuții referitoare la revizuirea codului de nomenclatură botanică.
Peste mulți ani a fost de asemenea primar al comunei Rousson (Departamentul Gard. Fiul său Léonce Jules Étienne (1859-1930) din căsătoria cu Berthe Dumas de Marveille (1835-1932) l-a succedat în această funcție.

## Onoruri (selecție)
Marele savant a fost mult onorat:

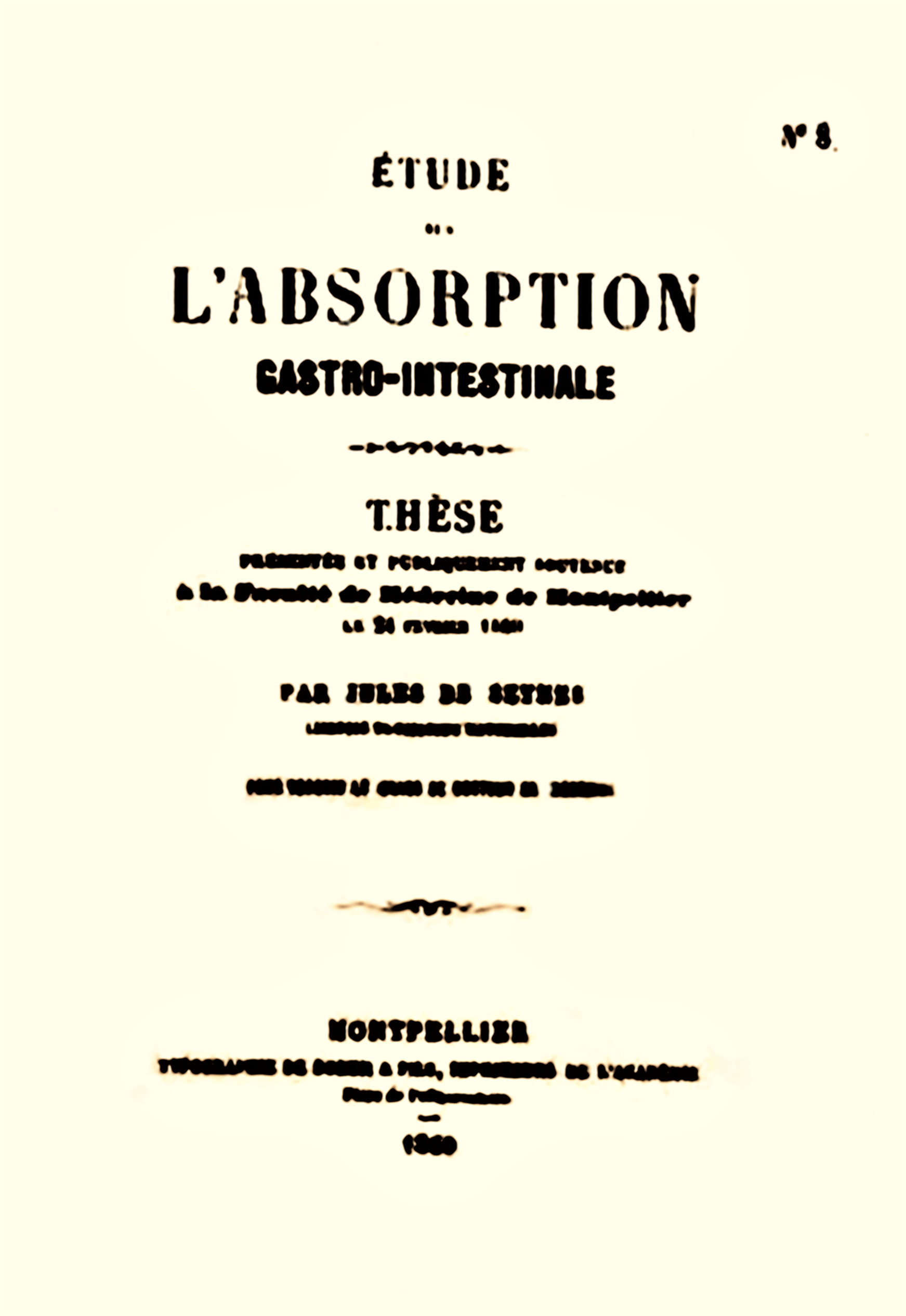
De Seynes: Étude sur L'Absorption..

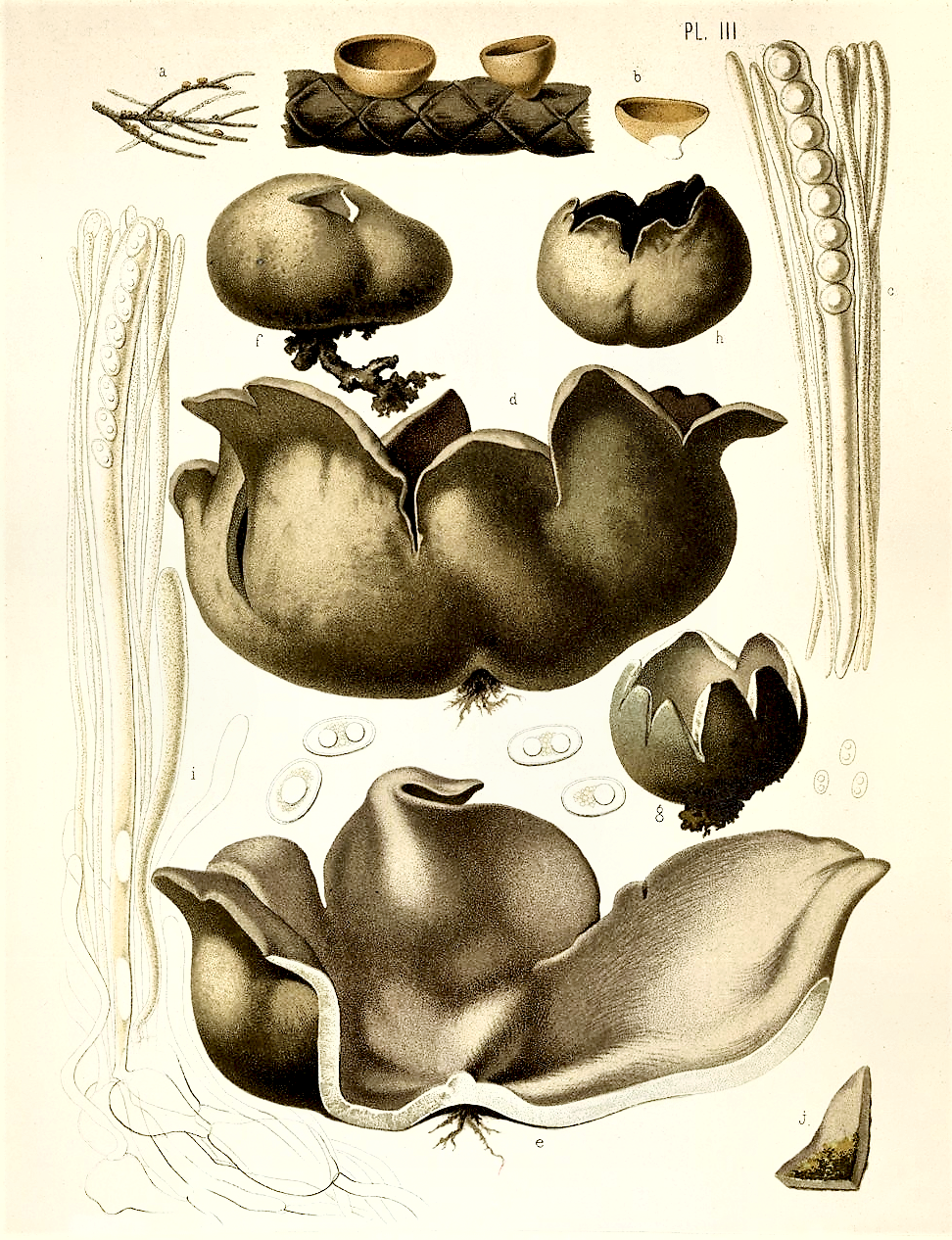
De Seynes - Pezizes

- Premiului Desmazières al Academiei Franceze de Științe
- Președinte al Société Mycologique de France
- Președinte al Soriété botanique de France
- Președinte al Association française pour l'Avancement des Sciences (Asociația franceză pentru Progresul în științe)
- Președinte al Société Philomathique de Paris (societate de istorie naturală fondată în 1788)[7]
- Președinția al Congresului Internațional de Botanică la Expoziția Mondială din Paris 1900
- Cavaler al Legiunii de onoare
- În onoarea lui a fost denumită specia de ciuperci Mycena seynesii (Quél., 1877).[8]

## Publicații (selecție)
- Étude sur l'absorption gastro-intestinale, Editura Ricard frères, Montpellier 1860
- Du parasitisme dans le règne animal et dans le règne végétal, Editura Ricard frères, Montpellier 1860
- Observations sur les Agaricines suivies d'une énumération méthodique, Editura J. -B. Baillière et fils, Paris 1863
- De la germination, Editura J. -B. Baillière et fils, Paris 1863
- Essai d'une flore mycologique de la région de Montpellier et du Gard: observations sur les Agaricinés suivies d'une énumération méthodique, Editura J. -B. Baillière et fils, Paris 1863
- Aperçus sur quelques points de l'organisation des champinons supérieurs, Editura J. -B. Baillière et fils, Paris 1864
- Recherches pour servir à l'histoire naturelle des végétaux inférieurs – De Fistulines, vol. 1, Editura G. Masson & F. Savy, Paris 1874
- 1875. On Agaricus ascophorus Peck, în: Grevillea nr. 28, Editura M. C. Cooke, 5 p. cu o imagine, Londra, iunie 1875
- Nouveaux éléments de botanique: contenant l'organographie, l'anatomie, la physiologie végétales et les caractères de toutes les familles naturelles, Editura F. Savy, Paris 1876
- Recherches pour servir à l'histoire naturelle des végétaux inférieurs – De Pezizes, vol. 2, Editura G. Masson & F. Savy, Paris 1880
- Recherches pour servir à l'histoire naturelle des végétaux inférieurs – Des Acrospores, vol. 3, Editura G. Masson & F. Savy, Paris 1886
- La moisissure de l'ananas,  în: Bulletin de la Société mycologique de France vol. 34, p. XXVI-XXX, Paris, octombrie 1887
- Recherches pour servir à l'histoire naturelle des végétaux inférieurs – De Polypores, vol. 4, Editura G. Masson & F. Savy, Paris 1888
- Les Champignons: Traité élémentaire et pratique de mycologie - Description des espèces utiles dangereuses remarquables, Editura J. Rothschild, Paris 1889
- Dictionnaire de botanique (împreună cu alții), Editura Hachette, Paris 1891